# Липневе повстання в Чорногорії
Липневе повстання в Чорногорії (серб. Тринаестојулски устанак) ― повстання, що відбулося 13 липня 1941 року в Чорногорії проти окупації італійського фашистського уряду під час Другої світової війни. Це повстання вважається першим масовим повстанням в окупованій Європі після початку агресії нацистської Німеччини та її союзників.
У повстанні брали участь щонайменше 30 тисяч осіб. Основна фаза повстання тривала протягом шести тижнів; останні осередки повстання вдалося придушити тільки до грудня 1941 року. Серед повсталих були офіцери і солдати Югославської королівської армії, які не прийняли капітуляцію Югославії та підтримували ідеологію націоналізму, а також комуністи й соціалісти, багато хто з яких проходив у кращому разі строкову службу в югославській армії та щойно вступив у партизанський Народно-визвольний рух. Метою повстання був початок визвольної боротьби як проти окупаційних сил Італії та Німеччини, Болгарії та Угорщини, так і проти втеклих на бік окупантів деяких монархістів, чорногорських сепаратистів, хорватських і албанських колабораціоністів. Основною відмінною рисою повстання була його масовість ― повсталі не визнавали капітуляцію своєї країни і підтримували не тільки дії західних союзників, а й Радянський Союз, який воює проти Німеччини та її союзників, і до якого вони відчували щирі симпатії незалежно від політичних переконань.
Протягом трьох тижнів після початку повстання в руках антифашистського руху опинилася майже вся Чорногорія, а під час одного з боїв було розгромлено найбільший італійський гарнізон в окупованій Європі чисельністю 1000 солдатів і офіцерів. Повстанським рухом керували колишні офіцери югославської королівської армії: полковник Байо Станишич, майор Джорджіє Лашич і капітан Павле Джуришич. Розвинути успіх партизанам не вдалося: 70-тисячна італійська армія під командуванням генерала Алессандро Пірціо Біролі за підтримки санджакських мусульман і албанських поліцейських перейшла в контрнаступ і за наступні три тижні покінчила з повстанням.
Хоча повстання було придушене, воно стало важливим символом руху опору. Воно поклало початок широкому партизанському руху, який тривав протягом усієї війни в Югославії.

## Пам'ять
13 липня донині вважається в Чорногорії святковим днем ― у СФРЮ він носив ім'я «День повстання чорногорського народу», нині він називається «Днем державності Чорногорії».